# Ramous
Ramous é uma comuna francesa na região administrativa da Nova Aquitânia, no departamento dos Pirenéus Atlânticos. Estende-se por uma área de 7,59 km². Em 2010 a comuna tinha 501 habitantes (densidade: 66 hab./km²).